# Nataku
Nataku (那吒?) è un personaggio dell'anime e manga X delle CLAMP. Nataku ha le sembianze di un maschio ma in realtà è un androgino (ovvero non ha un sesso), un clone creato in laboratorio. Egli è uno dei Draghi della Terra, coloro che cercano di distruggere gli esseri umani per salvare la Terra.
Nel set di tarocchi di X, Nataku raffigura La Luna.

## Carattere
Taciturno, impassibile, sembra incapace di provare emozioni: lui stesso afferma di non avere un'anima o un cuore. Nonostante questo, fin dal primo momento in cui vede Fuuma Mono, rivede in lui suo padre, o meglio, il padre di Kazuki, e come tale lo considera fino alla fine. In seguito si lega a Karen Kasumi, che gli dimostrerà che anche un essere creato artificialmente è in grado di provare emozioni, e vedrà in lei una madre.
Difatti, nonostante sembri un adulto, in realtà la sua mente è quella di un bambino.

### Poteri
Dotato di una forza non comune, la sua mano è tagliente come un coltello; domina la stoffa che porta sempre con sé, utilizzandola come arma sia offensiva che difensiva. Nel film riesce anche ad emettere dei raggi che partono sempre dalla sua stoffa, con la quale può formare un cerchio tagliente.

## Storia

### Manga
Nataku è uno dei pochissimi personaggi di cui si conosce il fato in entrambe le trasposizioni.
È stato creato in un laboratorio segreto dal presidente dell'Industria farmaceutica Toujo, spinto dal desiderio di riportare in vita la sua nipotina, Kazuki, morta bambina in seguito ad una malattia. Tuttavia, il corpo di Kazuki era ormai devastato dalla malattia e, per poter avere tutte le cellule da clonare, suo padre, figlio del presidente, si sacrificò offrendosi per completare le parti di DNA mancante: è per questo motivo che Nataku ha un aspetto maschile, sebbene sia in realtà asessuato. Fu suo nonno a chiamarlo "Nataku", come il dio della guerra, senz'anima. Il presidente della Toujo, però, sapeva che Kazuki era una dei Draghi della Terra, in quanto ciò gli era stato rivelato da Hinoto: nonostante questo, sceglie comunque di riportarla in vita attraverso una clonazione.
Dato il suo ruolo di Drago della Terra, Nataku si vede ordinato da suo nonno di rubare la spada sacra custodita nel tempio Togakushi; riesce nell'intento, uccidendone il custode, Kyogo Mono, e portando la Shinken nel laboratorio.
Dopo il risveglio di Fuuma come stella gemella, quest'ultimo si reca con Nataku nel laboratorio per riprendersi la spada. Distrutto il luogo e uccisi gli scienziati che si trovavano al suo interno, l'unico che riesce a salvarsi è il presidente, nonno di Kazuki, grazie all'intervento di Kamui Shiro, a sua volta, poco dopo, soccorso da Subaru Sumeragi, che in questa occasione perderà un occhio.
Finisce poi per scontrarsi con Karen per due volte: la prima volta ha la peggio e viene soccorso da Yuto Kigai; la seconda volta, Nataku si mostra esitante nell'uccidere Karen, fino a dirle esplicitamente che non vuole farle del male. Quando la donna gli chiede perché voglia la distruzione dell'umanità, Nataku risponde che quella è la volontà del Kamui dei Draghi della Terra. Fuuma appare proprio in quel momento e Nataku si trova a dover fare la sua scelta: fare come dice colui che considera suo padre, ossia distruggere una delle barriere che sostengono l'equilibrio del mondo e uccidere Karen, o fare come dice colei che considera sua madre, ossia rinunciare ai suoi propositi. È a quel punto che Nataku comincia a desiderare di poter proteggere sua madre morendo per lei, per mano di suo padre: così, Fuuma decide di esaudire tale desiderio, uccidendolo e risparmiando Karen, per poi lasciarle il corpo di Nataku.

### Anime
Nell'anime il suo destino è molto diverso, in quanto il volume 18, in cui viene narrata la vicenda di Nataku e Karen, non è stato trasposto in animazione.
Nataku sopravvive fino alle ultime puntate, dove osserva Fuuma gravemente ferito e sfigurato da Sorata Arisugawa; decide quindi di salvarlo unendosi a lui: il suo corpo viene scomposto e si fonde con quello di Fuuma, guarendone le ferite.
Nell'anime è doppiato da Motoko Kumai nella versione originale e da Daniele Demma nella versione italiana.

### Film
Nel film di X, Nataku combatte contro Kamui Shiro, in compagnia di Shogo Asagi ma, anche dopo un feroce assalto, lo scontro si conclude con un nulla di fatto. Combatte in seguito con Seiichiro Aoki finendo lo scontro in parità, morendo entrambi.
Nel film è doppiato da Rica Matsumoto nella versione originale e da Daniele Demma nella versione italiana.

## Crossover
Nataku appare nel mondo di Acid Tokyo, sia come "Nataku" sia come "Kazuki"; sembrerebbe, però, che Kazuki, in Tsubasa Reservoir Chronicle, sia un maschio, al contrario di X, dove è una femmina.